# 南千葉サーキット
座標: 北緯35度29分16.80秒 東経140度15分5.44秒 / 北緯35.4880000度 東経140.2515111度
南千葉サーキット（みなみちばサーキット）は、千葉県市原市金剛地301番地にあるカート、四輪車、二輪車用のミニサーキットである。

## 概要
千葉県千葉市、市原市、茂原市が隣接する立地で、東京都心からのアクセスがよい。ミニサーキットコース全長は、2009年の施設全面改修時に約700mまで延長された。
ミニサーキット以外にもパイロン広場が2箇所あり、全長1100mのミニサーキット（フルコースの呼称）として連結使用する事もできる。また、ミニバイクやカートレッスン用のミニ広場も2011年に新設された。コースレイアウトの特徴から、ドライビングスクール、ドリフトスクール、バイクレッスン、ジュニアカートスクールなどが定期開催されている。
走行する場合は走行会・スクール・レッスンに参加する方法と、フリー走行日に個別に走行申込する方法がある。土日を除けば会員登録も不要で、ライセンス講習や費用などは発生しない手軽な入門モータースポーツ施設となっている。

## 過去に開催されたJAF公認イベント
2001年と2002年に、準国内格式ラリーのスペシャルステージとして使用された。また、クローズド格式のジムカーナに使用されたことがある。

## アクセス
- 首都圏中央連絡自動車道茂原北ICから約2km
- 千葉外房有料道路桂IC（終点の信号交差点）から約1km

## 周辺施設
- すいらんグリーンパーク
- 南千葉グリーンファーム
- 日本エアロビクスセンター